# Jaalia Winters
Jaalia Elaine Winters (Ankeny, 26 luglio 1997) è una pallavolista statunitense, schiacciatrice della LOVB Omaha.

## Carriera

### Club
La carriera di Jaalia Winters inizia nei tornei scolastici dell'Iowa, giocando con la Ankeny HS e poi con la Ankeny Centennial HS. Dopo il diploma gioca nella lega universitaria NCAA Division I con la Creighton: fa parte delle Bluejays dal 2015 al 2018, ricevendo qualche riconoscimento individuale.
Appena terminata la carriera universitaria, nel gennaio 2019 sigla il suo primo contratto professionistico con l'Haris, in Spagna, disputando la seconda parte della Superliga Femenina de Voleibol 2018-19. Nella stagione 2019-20 viene ingaggiata dal Saint-Raphaël, nella Ligue A francese: dopo un biennio, si trasferisce in un altro club della Costa Azzurra, passando a difendere i colori del RC Cannes nel campionato 2021-22, emigrando poi in Grecia nel campionato seguente, dove prende parte alla Volley League con l'Olympiakos.
Nella stagione 2023-24 torna nella massima divisione francese, questa volta per indossare la casacca del Mulhouse. Torna poi in patria, dove è di scena nella League One Volleyball 2025 con la LOVB Omaha.

### Nazionale
Nel 2024 debutta in nazionale maggiore alla Coppa panamericana, dove vince la medaglia d'argento.

## Palmarès

### Nazionale (competizioni minori)
- Coppa panamericana 2024

### Premi individuali
- 2015 - All-America Third Team
- 2016 - NCAA Division I: Austin Regional All-Tournament Team
- 2018 - All-America Third Team